# Hans-Jürgen Lang

Hans-Jürgen Lang (ca. 1970)

Hans-Jürgen Lang (* 30. Mai 1929 in Kiel; † 18. November 2017) war ein Schweizer Bauingenieur. Er war von 1968 bis 1996 ordentlicher Professor für Grundbau und Bodenmechanik an der ETH Zürich.

## Leben
Lang besass der Bürgerrecht der Gemeinde Riehen im Kanton Basel-Stadt. Er besuchte ab 1935 in Kiel und Berlin die Grundschule. Im Jahr 1939 folgte in Berlin die Oberschule und 1946 das Mathematisch-Naturwissenschaftliche Gymnasium in Basel, das er 1949 mit der Matura beendete. 1949 begann er sein Studium des Bauingenieurwesens an der ETH Zürich und schloss es 1954 mit dem Diplom ab.
Danach war Lang bis Ende 1956 als wissenschaftlicher Mitarbeiter an der Erdbauabteilung der Versuchsanstalt für Wasser- und Erdbau der ETH Zürich (VAWE) tätig. Von 1957 bis 1968 arbeitete er in der Bauunternehmung Schafir & Mugglin AG in Liestal und Zürich, zuletzt als Vizedirektor und Leiter der Abteilung Spezialfundationen. Zu seinen Projekten gehörten auch Staudämme, so z. B. der des Stausees Mattmark und der des Tinajones-Stausees in Peru.
Mit Antritt am 1. Oktober 1968 wurde Lang zum ordentlichen Professor für Grundbau und Bodenmechanik an der ETH Zürich und zum Direktor der VAWE gewählt, wo er die Erdbauabteilung leitete. Nach 1970 war er Vorsteher des Institutes für Grundbau und Bodenmechanik, das aus der Erdbauabteilung der VAWE hervorging. Er stand dem Institut bis 1989 vor, das 1990 mit der Eingliederung der Professur für Untertagbau in Institut für Geotechnik umbenannt wurde. Lang war von 1978 bis 1980 Vorsteher der Abteilung für Bauingenieurwesen der ETH Zürich. Im Jahre 1996 wurde er als Professor emeritiert.
Lang erkannte früh die Bedeutung der Tonmineralogie für das Bauingenieurwesen und für das Gebiet der Umweltgeotechnik. Er initiierte deshalb das tonmineralogische Labor im damaligen Institut für Grundbau und Bodenmechanik. Er beschäftigte sich intensiv unter anderem mit den grundbaulichen Aspekten der Hochwasserschutzdämme und wirkte bei grösseren Dammsanierungsprojekten als Berater mit.

## Schriften
- mit Jachen Huder, Peter Amann, Alexander Puzrin: Bodenmechanik und Grundbau, Springer, 9. Auflage 2011, ISBN 978-3-642-14687-9